# Craspedosis ampliplaga
Craspedosis ampliplaga là một loài bướm đêm trong họ Geometridae.